# Vincent Manceau
Vincent Manceau, né le 10 juillet 1989 à Angers (France), est un footballeur français qui joue au poste de latéral droit.

## Biographie
Vincent Manceau rejoint Angers SCO en 1995 alors qu'il est âgé de 6 ans. Il fait ses débuts en pro alors qu'Angers est en Ligue 2.
Lors de la saison 2014-2015 Angers finit à la troisième place de Ligue 2. Cette place est synonyme de promotion et elle permettra à Vincent Manceau de découvrir la  Ligue 1.
Il marque son premier but officiel pour le compte de la 36ème journée de la saison 2016-2017 de Ligue 1, opposant les angevins au FC Lorient. Il permet ainsi à son équipe de concéder le match nul. 
Lors de la saison 2018-2019, il est avec Romain Thomas l'un des deux délégués syndicaux de l'UNFP au sein d'Angers SCO.  
Avec plus de 350 matchs officiels joués pour le SCO d'Angers, Manceau est considéré comme l'un des joueurs les plus fidèles à son club en France avec une période professionnelle s'étalant de 2008 à 2022.
Après 27 ans au sein du club et 389 matchs professionnels disputés, il annonce son départ du club angevin le 26 juin 2022.
Le 20 juillet 2022, il signe un contrat de deux ans, plus une année en option avec l'En avant de Guingamp.
Après deux saisons à l'EAG, il s'engage le 1er septembre 2024 avec l'Olympique Saumur, qui évolue en National 2.

## Statistiques
| Saison                | Club                  | Championnat           | Championnat | Championnat | Coupe nationale | Coupe nationale | Coupe de la Ligue | Coupe de la Ligue | Total | Total |
| Saison                | Club                  | Division              | M.          | B.          | M.              | B.              | M.                | B.                | M.    | B.    |
| 2008–2009             | Angers SCO            | Ligue 2               | 4           | 0           | -               | -               | -                 | -                 | 4     | 0     |
| 2009–2010             | Angers SCO            | Ligue 2               | 8           | 0           | -               | -               | -                 | -                 | 8     | 0     |
| 2010–2011             | Angers SCO            | Ligue 2               | 29          | 0           | 3               | 0               | -                 | -                 | 32    | 0     |
| 2011–2012             | Angers SCO            | Ligue 2               | 23          | 0           | 2               | 0               | 1                 | 0                 | 26    | 0     |
| 2012–2013             | Angers SCO            | Ligue 2               | 29          | 1           | -               | -               | 2                 | 0                 | 31    | 1     |
| 2013–2014             | Angers SCO            | Ligue 2               | 29          | 0           | 5               | 0               | 1                 | 0                 | 35    | 0     |
| 2014–2015             | Angers SCO            | Ligue 2               | 33          | 1           | -               | -               | 2                 | 0                 | 35    | 1     |
| 2015–2016             | Angers SCO            | Ligue 1               | 27          | 0           | 1               | 0               | 0                 | 0                 | 28    | 0     |
| 2016–2017             | Angers SCO            | Ligue 1               | 33          | 1           | 5               | 0               | 0                 | 0                 | 38    | 1     |
| 2017–2018             | Angers SCO            | Ligue 1               | 33          | 0           | 1               | 0               | 1                 | 0                 | 35    | 0     |
| 2018–2019             | Angers SCO            | Ligue 1               | 31          | 1           | 1               | 0               | 1                 | 0                 | 33    | 1     |
| 2019–2020             | Angers SCO            | Ligue 1               | 22          | 0           | 3               | 0               | 0                 | 0                 | 25    | 0     |
| 2020–2021             | Angers SCO            | Ligue 1               | 27          | 0           | 3               | 1               | -                 | -                 | 30    | 1     |
| 2021–2022             | Angers SCO            | Ligue 1               | 28          | 0           | 1               | 0               | -                 | -                 | 29    | 0     |
| Sous-total            | Sous-total            | Sous-total            | 356         | 4           | 25              | 1               | 8                 | 0                 | 389   | 5     |
| 2022–2023             | EA Guingamp           | Ligue 2               | 25          | 0           | 1               | 0               | -                 | -                 | 26    | 0     |
| 2023–2024             | EA Guingamp           | Ligue 2               | 14          | 0           | 3               | 0               | -                 | -                 | 17    | 0     |
| Sous-total            | Sous-total            | Sous-total            | 39          | 0           | 4               | 0               | -                 | -                 | 43    | 0     |
| 2024-2025             | Olympique Saumur      | National 2            | 27          | 1           | 3               | 0               | -                 | -                 | 30    | 1     |
| Total sur la carrière | Total sur la carrière | Total sur la carrière | 422         | 6           | 32              | 1               | 8                 | 0                 | 462   | 7     |